# Sylvie Plaisant
 (août 2023).
Si vous disposez d'ouvrages ou d'articles de référence ou si vous connaissez des sites web de qualité traitant du thème abordé ici, merci de compléter l'article en donnant les références utiles à sa vérifiabilité et en les liant à la section « Notes et références ».
Sylvie Plaisant (29 juin 1972) est une joueuse de tennis de table française évoluant au Kremlin-Bicêtre depuis 1991 (remplaçante depuis 2011). Avec ce club, elle a été championne de France de deuxième division en 2006, et 7 fois vice-championne de Superdivision jusqu'en 2001, puis troisième de Pro A en 2003 et 2010, ainsi que quart de finaliste de l'ETTU Cup en 2009.
Elle a été championne de France de tennis de table à deux reprises en 1995 et en 1997, dix fois en double notamment avec Emmanuelle Coubat et une fois en double mixte en 2004 avec Cédric Mirault.
Sa grande rivale était Anne Boileau sur laquelle elle a échoué à de nombreuses reprises en finale.
Excellente joueuse de double, elle a remporté dix titres de championne de France dans cette catégorie.
En club, elle évolue avec Carole Grundisch quadruple championne de France en simple femme avec qui Sylvie Plaisant a remporté un titre en double.
Elle fut internationale de 1985 à 1999.
Depuis 2008, elle est membre du Comité Directeur de la Ligue d'Ile-de-France de tennis de table.
Fonctionnaire de police (gardienne de la paix) depuis 2000, elle a remporté de nombreux titres dans des compétitions  réunissant des sportifs pratiquant le même métier : championne de France en simple (notamment en 2005,2007, 2009), en double (2005), mixte (2005) et par équipes avec la Ligue d'Ile-de-France (2005, 2007, 2009).
Aux championnats d'Europe de la police, finaliste en simple (2003, 2007, 2011), 1re en double (2007), en mixte (2003, 2007), par équipes (2003, 2007, 2011). Finaliste du double en 2003, en mixte (2003), médaille de bronze en mixte (2011).